# Kontext (informatika)
V informatice je kontext, také kontext úlohy, minimální množství údajů (dat) používaný úlohou (procesem nebo vláknem), které se musí uchovat – uložit, aby bylo možné zpracování úlohy přerušit a později pokračovat ze stejného místa, kde bylo zpracování úlohy přerušeno. 
Koncept kontextu nabývá na významu v případě přerušitelných (preemptivních) úloh, kdy po přerušení procesor – také centrální procesorová jednotka (anglicky central processing unit; CPU) – uloží – také změní, neboli přepne – kontext, a pokračuje v obsluze rutiny obsluhy přerušení. Čím je tedy kontext menší, tím menší je také reakční čas – latence. 
Kontextová data – údaje patřící do kontextu úlohy, mohou být uložena v registrech procesoru, v paměti RAM používané úlohou, nebo v řídicích registrech používaných některými operačními systémy pro správu (řízení) úlohy, viz Unix. 
Datové úložiště (soubory používané úlohou) se v případě přepnutí (změny) kontextu úlohy za její kontextová data nepovažují, přestože se pro některé případy ukládat mohou, jako je tomu v případě použití tzv. kontrolního bodu (anglicky checkpointing). 

## Typy kontextu
V počítačových jazycích jako je C# existuje koncept tzv. zabezpečného kontextu (anglicky safe/secure context). Například, je-li potřeba mít uvnitř struktury pole, lze ho do ní od verze 2.0 přidat, ale pouze v tzv. nezabezpečném kontextu (anglicky unsafe/unsecure context):
```
struct
 
ParameterRepresentation

{

    
char
 
target
;

    
char
 
taskStart
;

    
char
 
taskType
;

    
fixed
 
byte
 
traceValues
[
m_MAX_BYTES
];

};

```

Klíčové slovo fixed zabraňuje tomu, aby garbage collector tuto proměnnou přemístil. Přístup k poli je podobný jako v C++, tedy pomocí aritmetiky ukazatelů, také ukazatelová aritmetika (anglicky pointer arithmetic), kdy lze k jednotlivým prvkům daného pole přistupovat přes jeho indexy.